# درخت فرانکلین
درخت فرانکلین (نام علمی: Franklinia alatamaha) نام یک گونه از تیره چاییان است.

## نگارخانه

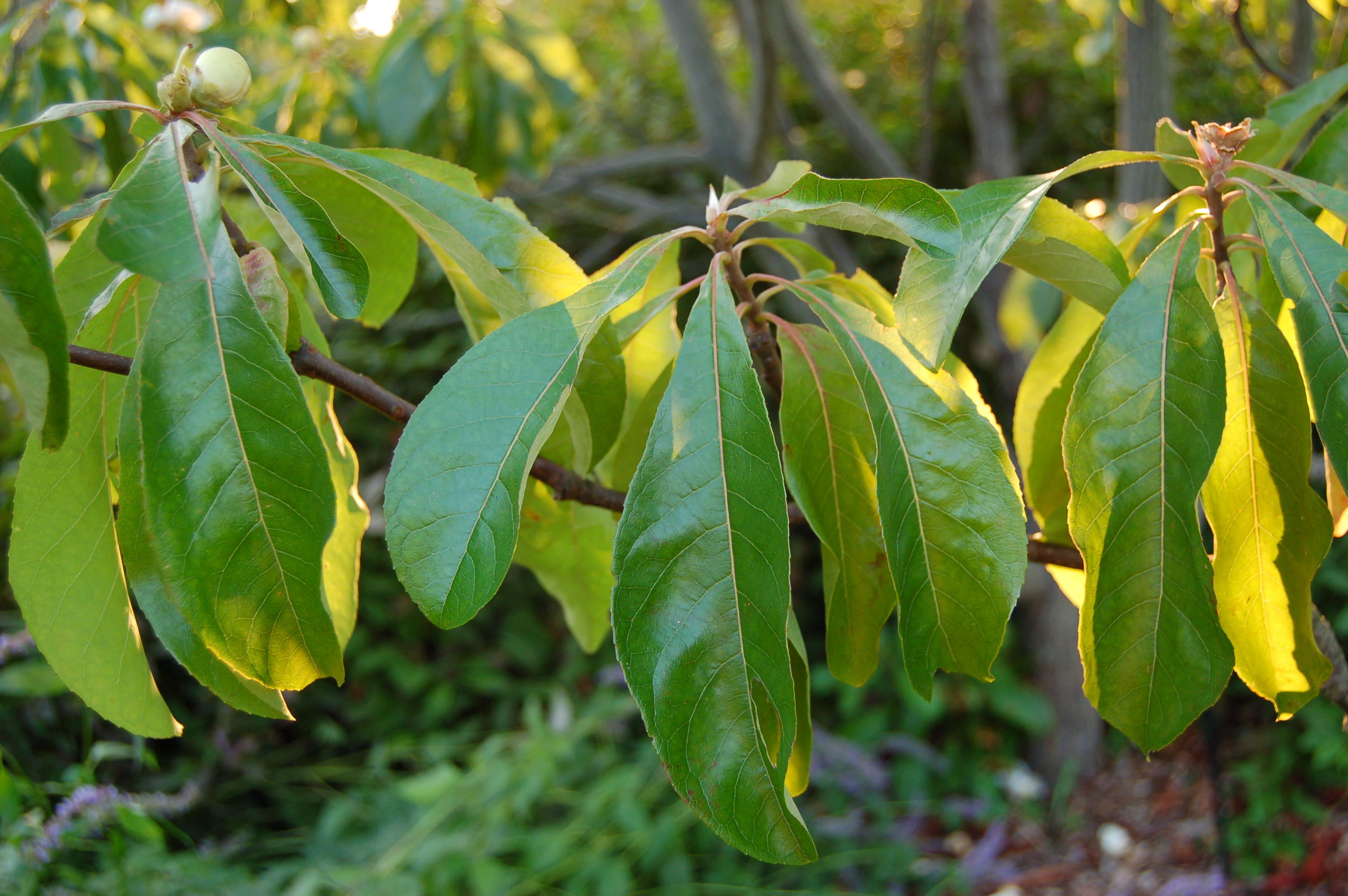
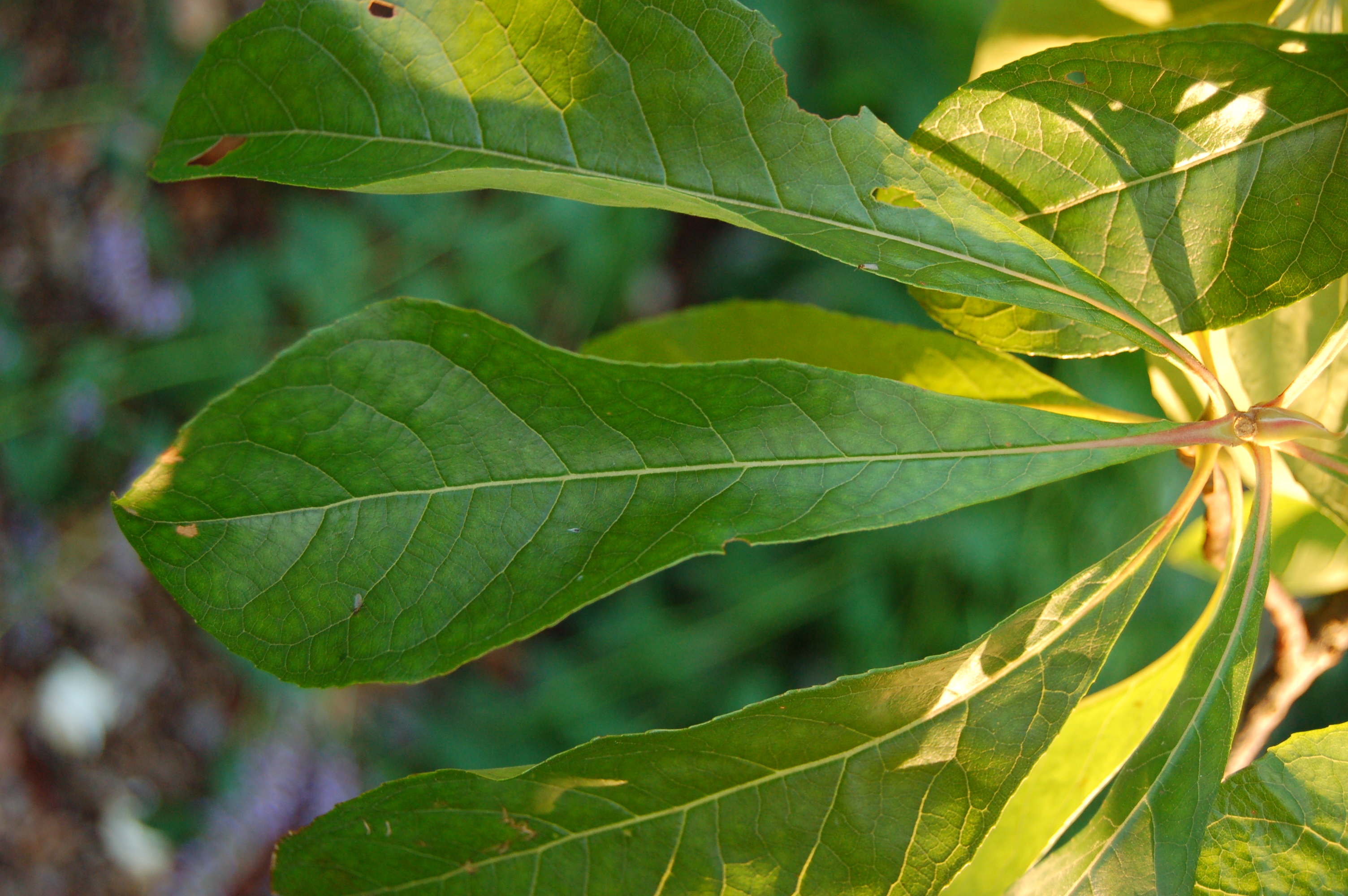
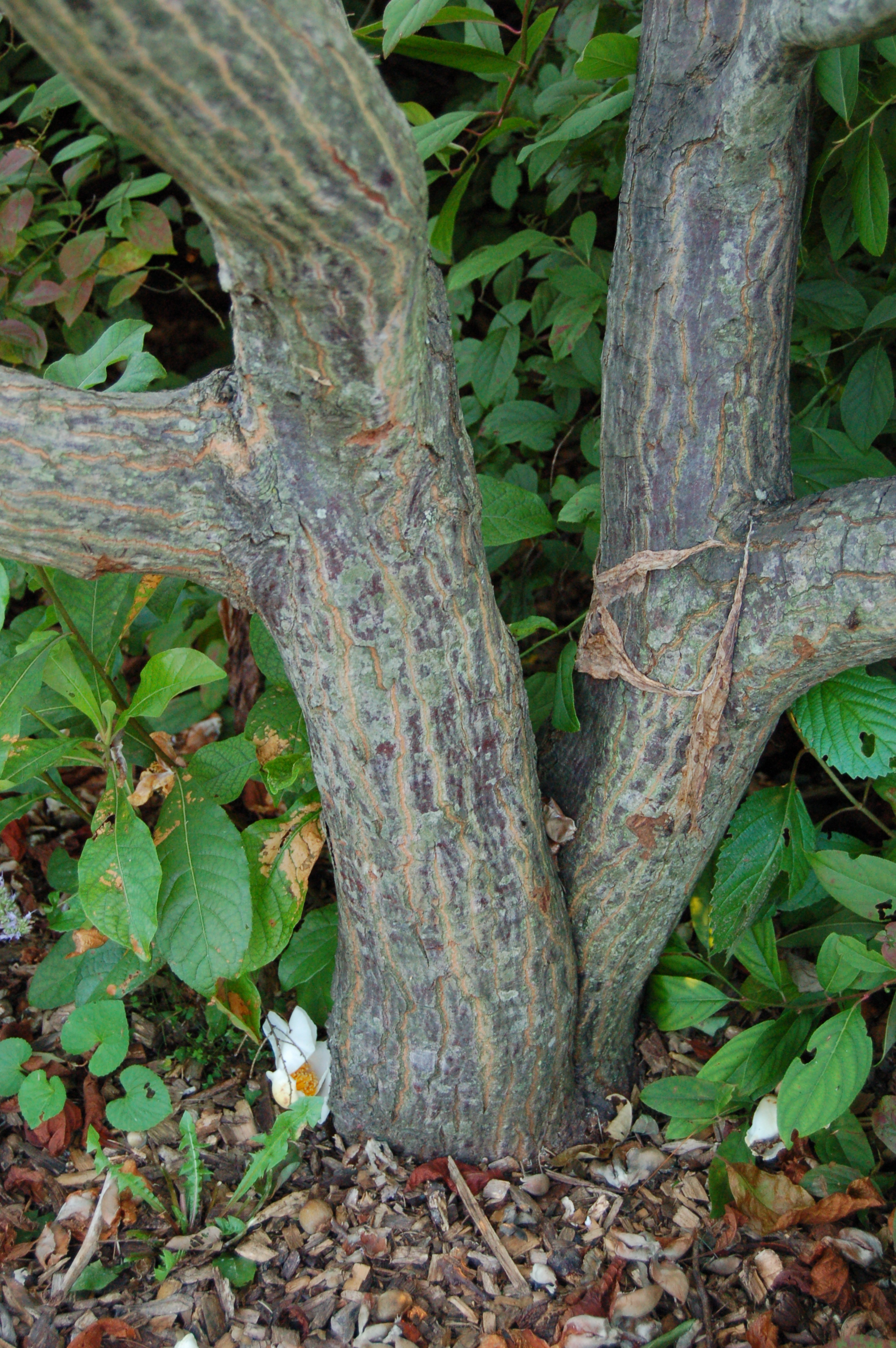
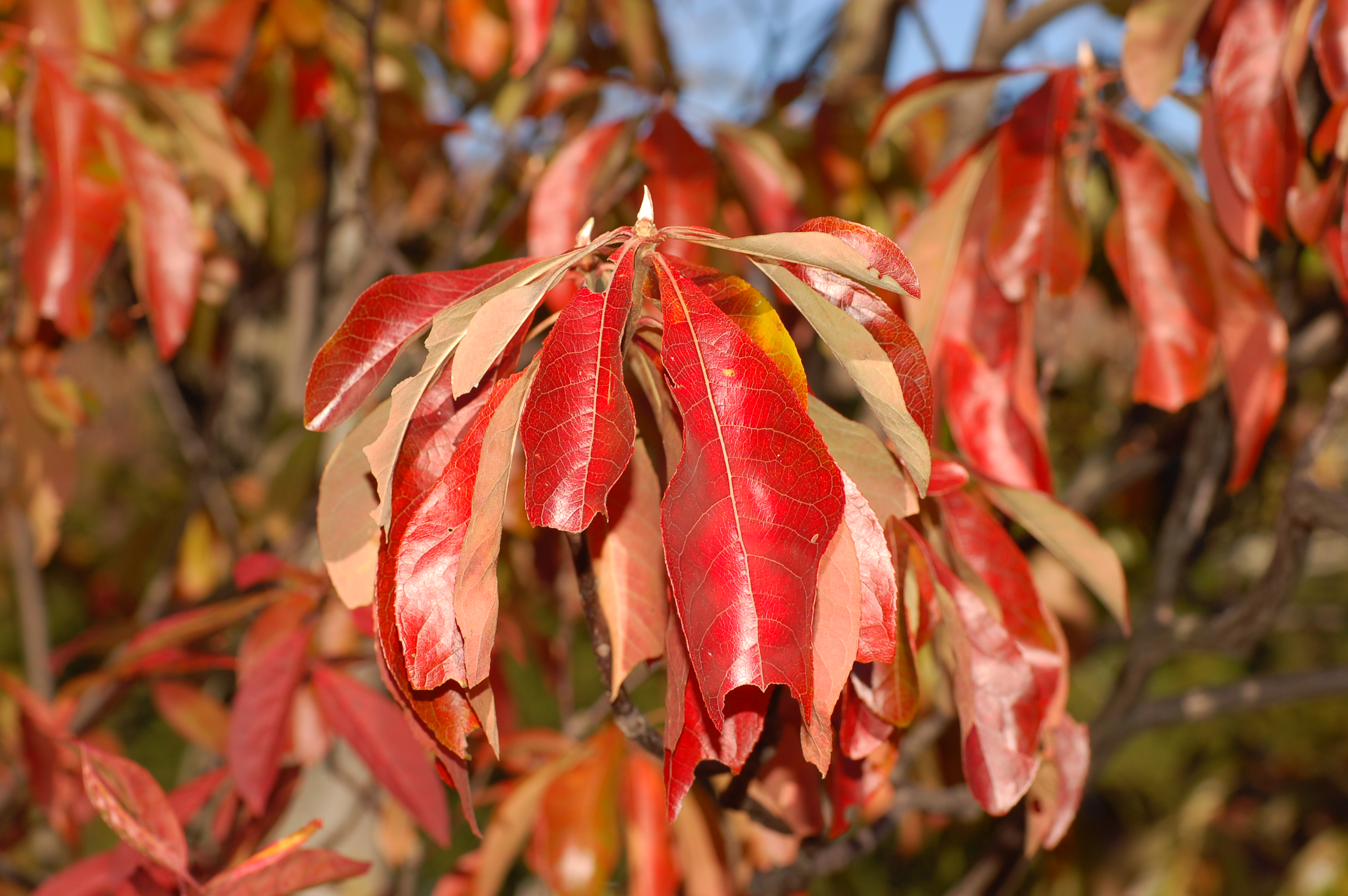